# Solenogyne
Solenogyne é um género botânico pertencente à família Asteraceae.